# HD147275
HD147275 — хімічно пекулярна зоря спектрального класу A5, що має видиму зоряну величину в смузі V приблизно  8,6.
Вона  розташована на відстані близько 906,0 світлових років від Сонця.